# 陰陽師 (小説)
『陰陽師』（おんみょうじ）は、夢枕獏による小説。文藝春秋刊。平安時代の陰陽師・安倍晴明の活躍を描いた伝奇小説である。晴明のパートナーとして同時代の貴族で楽人の源博雅が登場する。初出は『オール讀物』1986年9月号に掲載された短編小説「陰陽師」（単行本収録時に「玄象といふ琵琶鬼のために盗らるること」に改題）。単行本は1988年に第1作『陰陽師』が刊行されて以降シリーズ作品となっている。
1993年に岡野玲子により漫画化された。テレビドラマ化や映画化、舞台化も何度かされている。

## 作品リスト

### 短編集
各作品のカッコ内は初出掲載
- 陰陽師

単行本　ISBN 978-4-16-310450-8　文藝春秋　1988年8月10日
文庫版　ISBN 978-4-16-752801-0　文藝春秋　1991年2月10日
- 玄象といふ琵琶鬼のために盗らるること　（オール讀物　1986年9月号「陰陽師」改題）
- 梔子の女　（オール讀物　1987年7月号）
- 黒川主　（S-Fマガジン　1987年7月増刊号「すいき」改題）
- 蟇　（週刊小説　1987年7月24日号）
- 鬼のみちゆき　（小説新潮　1987年1月増刊「時代小説全集」）
- 白比丘尼　（ 小説奇想天外　1987年12月第1号）

- 陰陽師 飛天ノ巻

単行本　ISBN 978-4-16-315650-7（文藝春秋　1995年6月20日）
文庫版　ISBN 978-4-16-752804-1（文藝春秋　1998年11月10日）　
- 天邪鬼　（小説新潮　1993年8月号）
- 下衆法師　（野性時代　1993年11月号）
- 陀羅尼仙　（小説中公　1994年1月号）
- 露と答へて　（アンソロジー「日本SFの大逆襲！」　1994年11月徳間書店刊）
- 鬼小町　（小説中公 1995年2月号）
- 桃園の柱の穴より児の手の人を招くこと　（野性時代　1995年2月号）
- 源博雅堀川橋にて妖しの女と出逢うこと　（別冊文藝春秋　1995年夏号）

- 陰陽師 付喪神ノ巻

単行本　ISBN 978-4-16-317360-3　文藝春秋　1997年11月30日
文庫版　ISBN 978-4-16-752805-8　文藝春秋　2000年11月10日
- 瓜仙人
- 鉄輪
- 這う鬼
- 迷神
- ものや思ふと……
- 打臥の巫女
- 血吸い女房

- 陰陽師 鳳凰ノ巻

単行本　ISBN 978-4-16-319320-5　文藝春秋　2000年6月30日
文庫版　ISBN 978-4-16-752807-2　文藝春秋　2002年10月10日
- 泰山府君祭
- 青鬼の背に乗りたる男の譚
- 月見草
- 漢神道士
- 手をひく人
- 髑髏譚
- 晴明、道満と覆物の中身を占うこと

- 陰陽師 龍笛ノ巻

単行本　ISBN 978-4-16-320610-3　文藝春秋　2002年1月15日
文庫版　ISBN 978-4-16-752813-3　文藝春秋　2005年3月10日
- 怪蛇　（オール讀物　2000年7月号）
- 首　（オール讀物　2000年11・12月号）
- むしめづる姫　（オール讀物　2001年6月号）
- 呼ぶ声の　（オール讀物　2001年4月号）
- 飛仙　（オール讀物　2001年8月号）

- 陰陽師 太極ノ巻

単行本　ISBN 978-4-16-321730-7　文藝春秋　2003年4月15日
文庫版　ISBN 978-4-16-752815-7　文藝春秋　2006年3月10日
- 二百六十二匹の黄金虫　（オール讀物　2001年12月号）
- 鬼小槌　（オール讀物　2002年2月号）
- 棗坊主　（オール讀物　2002年4月号）
- 東国より上る人、鬼にあうこと　（オール讀物　2002年6月号）
- 覚　（オール讀物　2002年10月号）
- 針魔童子　（オール讀物　2002年12月号）

- 陰陽師 夜光杯ノ巻

単行本　ISBN 978-4-16-326060-0　文藝春秋　2007年6月30日
文庫版　ISBN 978-4-16-752820-1　文藝春秋　2009年12月10日
- 月琴姫　（オール讀物　2005年10月号）
- 花占の女　（オール讀物　2005年12月号）
- 龍神祭　（オール讀物　2006年2月号）
- 月突法師　（オール讀物　2006年4月号）
- 無呪　（オール讀物　2006年6月号）
- 蚓喰法師　（「蒐集家 異形コレクション」　光文社文庫2004年所収）
- 食客下郎　（オール讀物　2006年8月号）
- 魔鬼物小僧　（オール讀物　2006年12月号）
- 浄蔵恋始末　（オール讀物　2007年2月号）

- 陰陽師 天鼓ノ巻

単行本　ISBN 978-4-16-328860-4　文藝春秋　2010年1月30日
文庫版　ISBN 978-4-16-752824-9　文藝春秋　2012年7月10日
- 瓶博士　（オール讀物　2008年2月号）
- 器　（オール讀物　2008年4月号）
- 紛い菩薩　（オール讀物　2008年6月号）
- 炎情観音　（オール讀物　2008年10月号）
- 霹靂神　（オール讀物　2008年12月号）
- 逆髪の女　（オール讀物　2009年4月号）
- ものまね博雅　（オール讀物　2009年6月号）
- 鏡童子　（「京都宵 異形コレクション」 光文社文庫2008年所収）

- 陰陽師 醍醐ノ巻

単行本　ISBN 978-4-16-380570-2　文藝春秋　2011年5月30日
文庫版　ISBN 978-4-16-752825-6　文藝春秋　2013年11月10日
- 笛吹き童子　（オール讀物　2009年8月号）
- はるかなるもろこしまでも　（オール讀物　2009年10月号）
- 百足小僧　（オール讀物　2009年12月号）
- きがかり道人　（オール讀物　2010年2月号）
- 夜光杯の女　（オール讀物　2010年4月号）
- いたがり坊主　（オール讀物　2010年6月号）
- 犬聖　（オール讀物　2010年8月号）
- 白蛇伝　（オール讀物　2010年10月号）
- 不言中納言　（オール讀物　2010年12月号）

- 陰陽師 酔月ノ巻

単行本　ISBN 978-4-16-381720-0　文藝春秋　2012年10月30日
文庫版　ISBN 978-4-16-790270-4　文藝春秋　2015年1月10日
- 銅酒を飲む女　（オール讀物　2011年2月号）
- 桜闇、女の首。　（オール讀物　2011年4月号）
- 首大臣　（オール讀物　2011年7月号）
- 道満、酒を馳走されて死人と添い寝する話　（オール讀物　2011年9月号）
- めなし　（オール讀物　2011年11月号）
- 新山月記　（オール讀物　2012年1月号）
- 牛怪　（オール讀物　2012年2月号）
- 望月の五位　（オール讀物　2012年3月号）
- 夜叉婆あ　（オール讀物　2012年4月号）

- 陰陽師 蒼猴ノ巻

単行本　ISBN 978-4-16-390000-1　文藝春秋　2014年1月10日
文庫版　ISBN 978-4-16-790627-6　文藝春秋　2016年6月10日　
- 鬼市　（オール讀物　2012年5月号）
- 役君の橋　（オール讀物　2012年6月号）
- からくり道士　（オール讀物　2012年7月号）
- 蛇の道行　（オール讀物　2012年8月号）
- 月の路　（オール讀物　2012年9月号）
- 蝦蟇念仏　（オール讀物　2012年10月号）
- 仙桃奇譚　（オール讀物　2012年11月号）
- 安達原　（オール讀物　2012年12月号）
- 首をかたむける女　（オール讀物　2013年1月号）
- 舟　（オール讀物　2013年3月号）

- 陰陽師 螢火ノ巻

単行本　ISBN 978-4-16-390159-6　文藝春秋　2014年11月15日
文庫版　ISBN 978-4-16-790861-4　文藝春秋　2017年6月10日　
- 双子針　（オール讀物　2013年5月号）
- 仰ぎ中納言　（オール讀物　2013年7月号）
- 山神の贄　（オール讀物　2013年9月号）
- 筏往生　（オール讀物　2013年11月号）
- 度南国往来　（オール讀物　2014年1月号）
- むばら目中納言　（オール讀物　2014年3月号）
- 花の下に立つ女　（「文豪さんへ。近代文学トリビュートアンソロジー」ダ・ヴィンチ編集部・編　2009年12月刊）
- 屏風道士　（オール讀物　2014年5月号）
- 産養の磐　（オール讀物　2014年7月号）

- 陰陽師 玉兎ノ巻

単行本　ISBN 978-4-16-390518-1　文藝春秋　2016年9月10日
文庫版　ISBN 978-4-16-791291-8　文藝春秋　2019年6月10日
- 邪蛇狂い　（オール讀物　2014年9月号）
- 嫦娥の瓶　（オール讀物　2014年11月号）
- 道満月下に独酌す　（オール讀物　2015年1月号）
- 輪潜り観音　（オール讀物　2015年3月号）
- 魃の雨　（オール讀物　2015年7月号）
- 月盗人　（オール讀物　2015年9月号）
- 木犀月　（オール讀物　2015年11月号）
- 水化粧　（オール讀物　2016年1月号）
- 鬼瓢箪　（オール讀物　2016年3月号）

- 陰陽師 女蛇ノ巻

単行本　ISBN 978-4-16-390976-9　文藝春秋　2019年2月28日
文庫版　ISBN 978-4-16-791759-3　文藝春秋　2021年10月10日
- 傀儡子神（くぐつがみ）（オール讀物　2016年5月号）
- 竹取りの翁　（オール讀物　2016年7月号）
- さしむかいの女　（オール讀物　2016年9月号）
- 狗（いぬ）　（オール讀物　2016年11月号）
- 土狼（どろう）　（オール讀物　2017年1月号）
- 墓穴（つかあな）　（オール讀物　2017年3月号）
- にぎにぎ少納言　（オール讀物　2017年5月号）
- 相人（そうじん）　（オール讀物　2017年7月号）
- 塔　（オール讀物　2017年9月号）
- 露子姫（つゆこひめ）　（オール讀物　2018年4月号）
- 月を呑む仏　（オール讀物　2018年5月号）
- 蟬丸（せみまる）　（CD+BOOK「蝉丸 陰陽師の音」スペースシャワーミュージック　2016年9月発売）

- 陰陽師 水龍ノ巻

単行本　ISBN 978-4-16-391409-1　文藝春秋　2021年8月4日
文庫版　ISBN 978-4-16-792050-0　文藝春秋　2023年6月7日
- 麩枕 （オール讀物　2018年7月号）
- 野僮游光 （オール讀物　2019年1月号）
- いそざき （オール讀物　2019年3・4月合併号）
- 読人しらず （オール讀物　2019年5月号）
- 腐草螢と為る （オール讀物　2019年7月号）
- 跳ねる【カミ】【カキ】踊る針 （オール讀物　2020年3・4月合併号）
- 秘帖・陰陽師赤死病の仮面<前編> （オール讀物　2020年9・10月合併号）
- 秘帖・陰陽師赤死病の仮面<後編> （オール讀物　2020年11月号）
- 蘇莫者 （オール讀物　2021年1月号）

- 陰陽師 烏天狗ノ巻

単行本 ISBN 978-4-16-391739-9　文藝春秋　2023年10月6日
- 兼家奇々掻痒　（オール讀物　2018年10月号）
- 金木犀の夜　（オール讀物　2018年11月号）
- ちび不動　（オール讀物　2019年11月号）
- 媚珠　（オール讀物　2020年1月号）
- 梅道人　（オール讀物　2022年3・4月号）
- 殺生石　（オール讀物　2022年8月号）
- 哪吒太子　（オール讀物　2022年9・10月号）
- 按察使大納言 不思議のこと　（オール讀物　2023年1月号）

### 長編
- 陰陽師 生成り姫

単行本　ISBN 978-4-02-257498-5　朝日新聞社　2000年3月15日
文庫版　ISBN 978-4-16-752809-6　文藝春秋　2003年7月10日
- 序ノ巻　安倍晴明
- 巻ノ一　源 博雅
- 巻ノ二　相撲節会
- 巻ノ三　鬼の笛
- 巻ノ四　丑の刻参り
- 巻ノ五　鉄輪
- 巻ノ六　生成り姫

- 陰陽師 瀧夜叉姫（上）

単行本　ISBN 978-4-16-324270-5　文藝春秋　2005年9月30日
文庫版　ISBN 978-4-16-752817-1　文藝春秋　2008年9月10日
- 序ノ巻
- 巻ノ一　ものの怪祭
- 巻ノ二　鬼笛
- 巻ノ三　蜈蚣退治
- 巻ノ四　瘡鬼
- 巻ノ五　牛車問答
- 巻ノ六　五頭龍
- 巻ノ七　鬼新皇
- 巻ノ八　道満暗躍
- 巻ノ九　興世王

- 陰陽師 瀧夜叉姫（下）

単行本　ISBN 978-4-16-324280-4　文藝春秋　2005年9月30日
文庫版　ISBN 978-4-16-752818-8　文藝春秋　2008年9月10日
- 巻ノ十　俵藤太
- 巻ノ十一　浄蔵
- 巻ノ十二　瀧夜叉
- 巻ノ十三　陰態の者
- 巻ノ十四　裏の帝
- 巻ノ十五　屍返し
- 巻ノ十六　鬼哭
- 結ノ巻

### 絵物語
文：夢枕獏　絵：村上豊
- 陰陽師 瘤取り晴明

単行本　ISBN 978-4-16-320480-2　文藝春秋　2001年10月30日
文庫版　ISBN 978-4-16-752816-4　文藝春秋　2008年1月10日
- 陰陽師 首　（オール讀物　2001年10月号）

「龍笛ノ巻」収録の「首」絵本化
単行本　ISBN 978-4-16-322270-7　文藝春秋　2003年10月3日
文庫版　ISBN 978-4-16-752819-5　文藝春秋　2009年8月10日
- 陰陽師 鉄輪　（オール讀物　1996年9月号）

「付喪神ノ巻」収録の「鉄輪」絵本化
単行本　ISBN 978-4-16-324040-4　文藝春秋　2005年6月10日
文庫版　ISBN 978-4-16-752822-5　文藝春秋　2010年12月10日
- 鉄輪
- 鉄輪恋鬼孔雀舞（かなわぬこいはるのパヴァーヌ）

- 陰陽師 鼻の上人　（オール讀物　2015年4月号）

単行本　ISBN 978-4-16-390311-8　文藝春秋　2015年9月30日
文庫版　ISBN 978-4-16-791983-2　文藝春秋　2023年1月4日

### 関連作品
- 鬼譚草子

装画：天野喜孝
単行本　ISBN 978-4-02-257656-9　朝日新聞社　2001年7月1日
文庫版　ISBN 978-4-02-264375-9　朝日新聞社　2006年9月1日
- 染殿の后 鬼のため 嬈乱せらるる物語
- 紀長谷雄 朱雀門にて女を争い 鬼と双六をする物語
- 篁物語

- 七人の安倍晴明

文庫版　ISBN 978-4-16-752806-5　文藝春秋　2001年11月10日
- 視鬼　（高橋克彦）
- 愛の陰陽師（田辺聖子）
- 日本の風水地帯を行く-星と大地の不可思議- （荒俣宏）
- 晴明。-暁の星神-　（加門七海）
- 鬼を操り、鬼となった人びと　（小松和彦・内藤正敏）
- 三つの髑髏　（澁澤龍彦）
- 下衆法師　（夢枕獏）

- 平安の闇に、ようこそ 「陰陽師」読本

文庫版　ISBN 978-4-16-752810-2　文藝春秋　2003年9月10日
- おにのさうし

文庫版　ISBN 978-4-16-790201-8　文藝春秋　2014年10月10日
文章は『鬼譚草子』と同一。天野喜孝に代わり『陰陽師』同様に村上豊が装画を担当。
- 陰陽師 平成講釈 安倍晴明伝

文庫版　ISBN 978-4-16-790384-8　文藝春秋　2015年6月10日
- 序　まずは口上のこと
- 第一席　本朝の秀才安倍仲麿 道を求めて唐へ渡ること
- 第二席　あやめの子孫安倍保名 陰陽の道に入りしこと
- 第三席　尾花丸帝の御脳を 癒さんと都へ上ること
- 第四席　尾花丸宮中にて 蘆屋道満と問答せしこと
- 第五席　尾花丸宮中にて 蘆屋道満と呪争いすること
- 第六席　唐の大妖狐 本朝にて蘇ること
- 第七席　蘆屋道満大妖狐と タッグチームを作りしこと
- 第八席　夢枕獏秀斎スルタンの国にていよいよ 物語が佳境に入りそことを宣言すること
- 第九席　夢枕獏秀斎久かたぶりにバイオレンスと エロスの語り手となって大団円となること
- 第十席　夢枕獏秀斎次なる講釈を約束しつつ ひとまず本編の語りを終えること

- よりぬき陰陽師

文庫版　ISBN 978-4-16-790464-7　文藝春秋　2015年10月10日
- 第一話　瘤取り晴明　-絵になる文章　村上豊-
- 第二話　月突法師　-余白の妙　渡辺真理-
- 第三話　首　-「百物語」と「陰陽師」白石加代子-
- 第四話　桃園の柱の穴より児の手の人を招くこと　-王朝怪異譚の一大絵巻として　東雅夫-
- 第五話　銅酒を飲む女
- 対談　物語が動き始める瞬間　夢枕獏×池井戸潤

- 「陰陽師」のすべて

文庫版　ISBN 978-4-16-790628-3　文藝春秋　2016年6月10日
- 妖異幻怪 陰陽師・安倍晴明トリビュート

文庫版　ISBN 978-4-16-792009-8　文藝春秋　2023年3月10日
- 「むしめづる姫」 夢枕獏
- 「耳穴の虫」 蝉谷めぐ実
- 「博雅、鳥辺野で葉二を奏でること」 谷津矢車
- 「井戸と、一つ火」 上田早夕里
- 「遠輪廻」 武川佑
- 「哪吒太子」 夢枕獏　（『陰陽師 烏天狗ノ巻』に先行しての収録）

## 派生作品

### 漫画
岡野玲子の作画による『陰陽師』が1993年から2005年にかけて『コミックバーガー』（スコラ）と『月刊メロディ』（白泉社）で連載され、2011年から2017年にかけて続編『陰陽師 玉手匣』が『MELODY』において連載された。
上記とは別に、睦月ムンクの作画による『陰陽師 瀧夜叉姫』が『月刊COMICリュウ』（徳間書店）で2012年5月復刊号から2016年2月号まで連載された。
また、伊藤勢の作画による『瀧夜叉姫 陰陽師絵草子』が2020年4月4日より『COMIC Hu』（KADOKAWA）にてWeb連載を開始している。
- 陰陽師 瀧夜叉姫

1. 2012年9月13日発売[4]、ISBN 978-4-19-950307-8
2. 2013年3月4日発売[5]、ISBN 978-4-19-950327-6
3. 2013年8月31日発売[6]、ISBN 978-4-19-950353-5
4. 2014年2月28日発売[7]、ISBN 978-4-19-950375-7
5. 2014年9月13日発売[8][9]、ISBN 978-4-19-950414-3
6. 2015年2月13日発売[10][11]、ISBN 978-4-19-950435-8
7. 2016年1月13日発売[12][13]、ISBN 978-4-19-950485-3
8. 2016年1月13日発売[12][14]、ISBN 978-4-19-950486-0

- 瀧夜叉姫 陰陽師絵草子

1. 2020年11月4日発売[15][16]、ISBN 978-4-04-064977-1
2. 2021年8月4日発売[17]、ISBN 978-4-04-680416-7
3. 2022年4月4日発売[18]、ISBN 978-4-04-681246-9
4. 2022年12月27日発売[19]、ISBN 978-4-04-681794-5
5. 2023年12月4日発売[20]、ISBN 978-4-04-682854-5
6. 2024年5月2日発売[21]、ISBN 978-4-04-683506-2
7. 2025年3月3日発売[22]、ISBN 978-4-04-684179-7

### テレビドラマ
稲垣吾郎の主演（晴明役）で2001年4月から6月にかけてNHKの『ドラマDモード』枠にて放送された。全10回。
市川染五郎（七代目）の主演（晴明役）で2015年9月13日にテレビ朝日系で放送された。全1回。
佐々木蔵之介の主演（晴明役）で2020年3月29日にテレビ朝日系で放送された。全1回。

### 映画
2001年に本作を原作とした映画『陰陽師』、2003年に続編『陰陽師II』が公開された。滝田洋二郎監督、野村萬斎主演（晴明役）。
2021年に本作を原作とした中国映画『陰陽師:とこしえの夢』（原題：晴雅集、監督・脚本：グオ・ジンミン、主演：マーク・チャオ）が中国で公開されたが、過去の盗作問題を理由に上映中止となった。日本ではNetflixで配信された。また二部作として『陰陽師 瀧夜曲』も制作予定であったが公開は未定。
2024年ゴールデンウィークに晴明の学生時代を描くオリジナルストーリーの『陰陽師0』が公開、脚本・監督：佐藤嗣麻子、呪術監修：加門七海、主演：山崎賢人。

### ドラマCD
二人語り
安部晴明を池田昌子、源博雅を政宗一成としてドラマCDが2001年と2002年に発売されている。
弍ノ巻では、夢枕獏が監修を行い、「朗読ともドラマとも違う語りアルバム」と題されている。主題歌は陰陽座の黒猫が担当した。
1. 陰陽師 JAN 4523513138016
  - 鉄輪
  - 蟇

2. 陰陽師 弍ノ巻 二人語り JAN 4988003276683
  - 這う鬼
  - 白比丘尼

オーディオ文庫
雷鳥社よりオーディオ文庫が発売されている。安陪晴明を難波圭一、源博雅を堀内賢雄が演じている。
- 鉄輪～陰陽師・付喪神ノ巻より～
  - 他の出演: 木村亜希子、石原凡、上村典子
  - プロデュース:渡邊瑛美

### 舞台
KOtoDAMA企画により2000年に『陰陽師』、2002年に『陰陽師 言霊ノ巻』が上演された。児玉信夫主演（晴明役）。
OSK日本歌劇団により2001年に『闇の貴公子 源博雅と安倍晴明』（大阪：近鉄劇場、東京：日本青年館、名古屋：名古屋市民会館）が上演された。洋あおい（博雅役）・那月峻（晴明役）主演。大阪公演は74期生（牧名ことりら）の初舞台公演。生徒の募集を停止した日本歌劇学校の最後の卒業生の初舞台となった。2003年に『新・闇の貴公子』（近鉄劇場、日本青年館）が上演された。那月峻（晴明役）主演。2022年に劇団創立100周年記念公演『レビュー㏌ Kyoto』の第一部として『陰陽師 闇の貴公子✡安倍晴明』（京都：南座）が上演された。2022年は楊琳（晴明役）主演。博雅役は翼和希。いずれも北林佐和子脚本・演出のミュージカル作品。
2013年9月、歌舞伎座新開場柿葺落九月花形歌舞伎にて、今井豊茂脚本により新作歌舞伎『新作歌舞伎 陰陽師 滝夜叉姫』が上演された。晴明は七代目市川染五郎、滝夜叉姫を五代目尾上菊之助がつとめた。第42回大谷竹次郎賞を受賞。
2023年4月、歌舞伎座新開場十周年記念鳳凰祭四月大歌舞伎『新・陰陽師 滝夜叉姫』として再演。晴明を中村隼人、博雅を八代目市川染五郎が演じた。
2017年7月、朗読劇『陰陽師 藤、恋せば 篇』がJnapi L.L.C.の企画運営により上演された。陰公演（新宿フェイス）・陽公演（六行会ホール）という美術セットや照明も音楽も違う2種類の演出で各々4組のキャストが出演。晴明役は諏訪部順一、津田健次郎など。2022年9月に朗読劇化の第2作目として、朗読劇『「陰陽師」恋ぞつもりて篇』が上演された。東京芸術劇場プレイハウスが会場で、上演回ごとにキャストが異なる。晴明役は秋川雅史など。
2022年2月 - 3月、三宅健の主演により、『陰陽師 生成り姫』のタイトルで、新橋演舞場と南座で上演された。演出は鈴木裕美、上演台本はマキノノゾミ。

### Webアニメ
2023年11月28日よりNetflixにて独占配信中。本作初のアニメ化。

#### キャスト
- 安倍晴明 - 浪川大輔[35]
- 源博雅 - 浅沼晋太郎[35]
- 露子姫 - 石川由依[35]
- 蘆屋道満 - 佐藤利奈[35]
- 賀茂保憲 - 岸尾だいすけ[35]
- 敦実親王 - 浜田賢二[35]

#### スタッフ
- 原作 - 夢枕獏[34]
- 監督・シリーズ構成 - 山本蒼美[34]
- キャラクターデザイン・総作画監督 - たむらかずひこ
- 総作画監督補佐 - 細田沙織
- プロップ設定 - 森木靖泰
- 音楽 - 牛尾憲輔
- 美術設定 - 塩田久人
- 美術監督 - 三宅昌和
- 美術ボード - 柴田千佳子
- 色彩設計 - のぼりはるこ
- 撮影監督 - 五十嵐慎一
- 編集 - 松原理恵
- 音響監督 - 山田陽
- プロデューサー - 松田桂一
- アニメーションプロデューサー - 大野恵
- アニメーション制作 - Marvy Jack
- 製作 - Netflix

#### 主題歌
「狐独の才望」
凛として時雨によるオープニングテーマ。作詞・作曲はTK。
エンディングテーマ「kioku」
aoによるエンディングテーマ。、作曲はaoとTAAR、編曲はTAAR。

#### 各話リスト
| 話数     | サブタイトル             | 脚本     | 絵コンテ | 演出       | 作画監督                                                                             |
| -------- | ------------------------ | -------- | -------- | ---------- | ------------------------------------------------------------------------------------ |
| 巻の一   | 鬼の道行き               | 加藤結子 | 西澤晋   | 藤木かほる | 藤木かほる                                                                           |
| 巻の二   | 首大臣                   | 橋本夏   | 西澤晋   | 秦義人     | 高橋万帆 武志鵬 Studio Giga 光の園・アニメーション                                   |
| 巻の三   | 蘆屋道満                 | 加藤結子 | 石平信司 | 殿勝秀樹   | 飯飼一幸 武志鵬 Big Owl                                                              |
| 巻の四   | 恋すてふ                 | 橋本夏   | 渡部穏寛 | 渡部穏寛   | 高橋万帆 武志鵬 光の園・アニメーション                                               |
| 巻の五   | ものや思ふと             | 橋本夏   | 大森英敏 | 大森英敏   | 武志鵬                                                                               |
| 巻の六   | むしめづる姫             | 加藤結子 | 山本蒼美 | 末田宜史   | 呉桐 張佳 富沢和雄 Big Owl                                                           |
| 巻の七   | にぎはふこと             | 橋本夏   | 石平信司 | 長澤剛     | JY PARK YJ BAEK HS CHOI                                                              |
| 巻の八   | 狐の子                   | 加藤結子 | 西澤晋   | 吉田俊司   | 南伸一郎 Big Owl                                                                     |
| 巻の九   | 宮中で術くらべをすること | 加藤結子 | 渡部穏寛 | 吉田俊司   | 武志鵬 嘉村弘之 飯飼一幸 櫻井拓郎 Kim Jeong Sun Oh Seung Hun Um Ju Hyoung Shin Na La |
| 巻の十   | 失せた呪                 | 橋本夏   | 殿勝秀樹 | 山本蒼美   | 朱俞瓔珞 龍光 明光 慧敏 鑫月 但伊楊                                                  |
| 巻の十一 | 生成り                   | 加藤結子 | 山本蒼美 | 吉田俊司   | JW･KIM SH･PARK YJ･BAEK 武志鵬 櫻井拓郎 GKセールス                                    |
| 巻の十二 | 泰山府君祭               | 橋本夏   | 大森英敏 | 大森英敏   | 武志鵬 黒絵レイ 龍光 明光 ANGO                                                       |
| 巻の十三 | 心に宿る鬼               | 橋本夏   | 西澤晋   | 山本蒼美   | 西田美弥子 武志鵬 藤木かほる                                                         |